# Laußig
Laußig ist eine Gemeinde im Landkreis Nordsachsen, Sachsen.

## Geografie

### Lage
Die Gemeinde Laußig liegt etwa 11 Kilometer nördlich von Eilenburg und 6 Kilometer südlich von Bad Düben. Westlich der Gemeinde fließt die Mulde. Beim Ortsteil Gruna führt eine Fähre über den Fluss nach Hohenprießnitz. Der Osten der Gemeinde grenzt an den Naturpark Dübener Heide. Im Ortsbereich Laußig befindet sich durch den jahrzehntelangen Abbau von Sand für die nahegelegenen Betonwerke ein größerer See. Die höchste Erhebung in der Region ist der Dachsberg.

### Gemeindegliederung
Die Gemeinde besteht aus folgenden Ortsteilen:
- Authausen
- Durchwehna
- Görschlitz
- Gruna
- Kossa
- Laußig
- Pressel
- Pristäblich

## Geschichte
Laußig wurde im Jahr 1283 erstmals urkundlich erwähnt. Es entstand aus einer slawischen Ansiedlung, wahrscheinlich im 6. oder 7. Jahrhundert. Die erste urkundliche Erwähnung des früheren Nachbarortes Pristäblich erfolgte um 1371 als „Prestewelig“ (der Name ist ebenfalls slawischen Ursprungs). Auf Grund der günstigen Lage an einer Furt über die Mulde wird Gruna im Jahr 1285 erstmals urkundlich erwähnt.
Laußig gehörte wie Gruna und Pristäblich bis 1815 zum kursächsischen bzw. königlich-sächsischen Amt Eilenburg. Durch die Beschlüsse des Wiener Kongresses kam der Ort zu Preußen und wurde 1816 dem Kreis Delitzsch im Regierungsbezirk Merseburg der Provinz Sachsen zugeteilt, zu dem er bis 1952 gehörte. Im Zuge der zweiten Kreisreform in der DDR im Jahr 1952 wurde Laußig dem Kreis Eilenburg im Bezirk Leipzig angeschlossen, welcher 1994 im Landkreis Delitzsch aufging. Am 1. Juli 2007 vereinigte sich Laußig mit Kossa zur neuen Gemeinde Laußig, nachdem sie vorher schon die Verwaltungsgemeinschaft Laußig gebildet hatten.
Seit dem Jahr 1893 hat die Gemeinde einen Bahnanschluss.

## Bevölkerung
| Jahr | Einwohner |
| ---- | --------- |
| 2002 | 2.177     |
| 2005 | 2.060     |
| 2010 | 4.134     |
| 2015 | 3.764     |
| 2020 | 3.620     |

| Jahr | Einwohner |
| ---- | --------- |
| 2021 | 3.543     |
| 2022 | 3.580     |
| 2023 | 3.635     |
| 2024 | 3.561     |

Stand: 31. Dezember des jeweiligen Jahres (Angaben des Statistischen Landesamtes Sachsen), ab 2011 auf Basis des Zensus 2011, ab 2022 auf Basis des Zensus 2022
Die deutliche Erhöhung der Einwohnerzahl 2010 ist auf den Zusammenschluss von Laußig und Kossa im Jahr 2007 zurückzuführen.

## Politik
- SPD: 1
- FWV: 6
- AWV: 3
- CDU: 4

### Gemeinderat
Die Gemeinderatswahl am 9. Juni 2024 war die letzte Wahl der Gemeindevertretung von Laußig. Eine Übersicht über diese und vergangene Wahlen gibt die Tabelle:
| Partei/Liste                       | 2024 | 2024  | 2019 | 2019  | 2014 | 2014  | 2009 | 2009  |
| Partei/Liste                       | %    | Sitze | %    | Sitze | %    | Sitze | %    | Sitze |
| ---------------------------------- | ---- | ----- | ---- | ----- | ---- | ----- | ---- | ----- |
| Freie Wählervereinigung (FWV)      | 42,3 | 6     | 31,8 | 4     | 33,5 | 5     | 43,9 | 6     |
| CDU                                | 33,1 | 4     | 18,5 | 3     | 23,3 | 3     | 36,4 | 5     |
| Allgemeine Wählervereinigung (AWV) | 19,7 | 3     | 27,8 | 4     | 21,9 | 3     | 13,2 | 2     |
| SPD                                | 4,9  | 1     | 16,3 | 2     | 8,8  | 1     | –    | –     |
| Linke                              | –    | –     | 5,6  | –     | 6,6  | 1     | 6,5  | 1     |
| Landfrauen                         | –    | –     | –    | –     | 5,9  | 1     | –    | –     |
| Gesamt                             | 100  | 14    | 100  | 13    | 100  | 14    | 100  | 14    |
| Wahlbeteiligung (in %)             | 71,0 | 71,0  | 63,5 | 63,5  | 54,8 | 54,8  | 44,6 | 44,6  |

### Bürgermeister
- 1994–2003: Rainer Bauerfeind[8]
- 2003–2007: Dieter Zebrowski (CDU)[9]
- seit 2007: Lothar Schneider (parteilos)[10]

Schneider wurde in der Bürgermeisterwahl am 26. September 2021 mit 52,2 % der gültigen Stimmen für eine weitere Amtszeit von sieben Jahren in seinem Amt bestätigt.
| Wahl | Bürgermeister     | Vorschlag  | Wahlergebnis (in %) |
| ---- | ----------------- | ---------- | ------------------- |
| 2021 | Lothar Schneider  | Schneider  | 52,2                |
| 2014 | Lothar Schneider  | Schneider  | 65,3                |
| 2008 | Lothar Schneider  | Schneider  | 71,9                |
| 2003 | Dieter Zebrowski  | CDU        | 99,1                |
| 2001 | Rainer Bauerfeind | CDU        | 64,3                |
| 1994 | Rainer Bauerfeind | Bauerfeind | 93,0                |

## Sehenswürdigkeiten

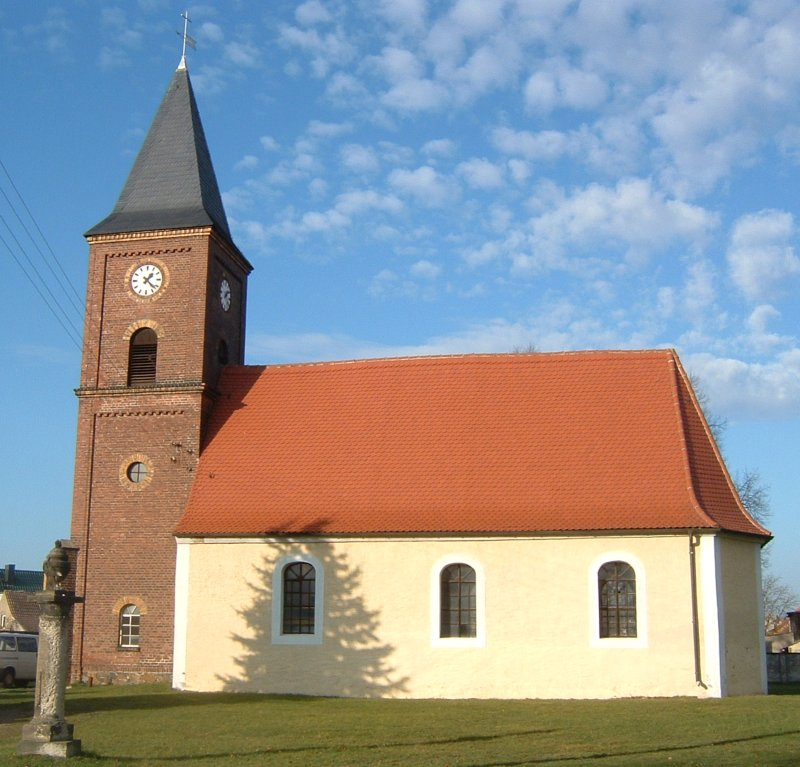
Kirche in Laußig

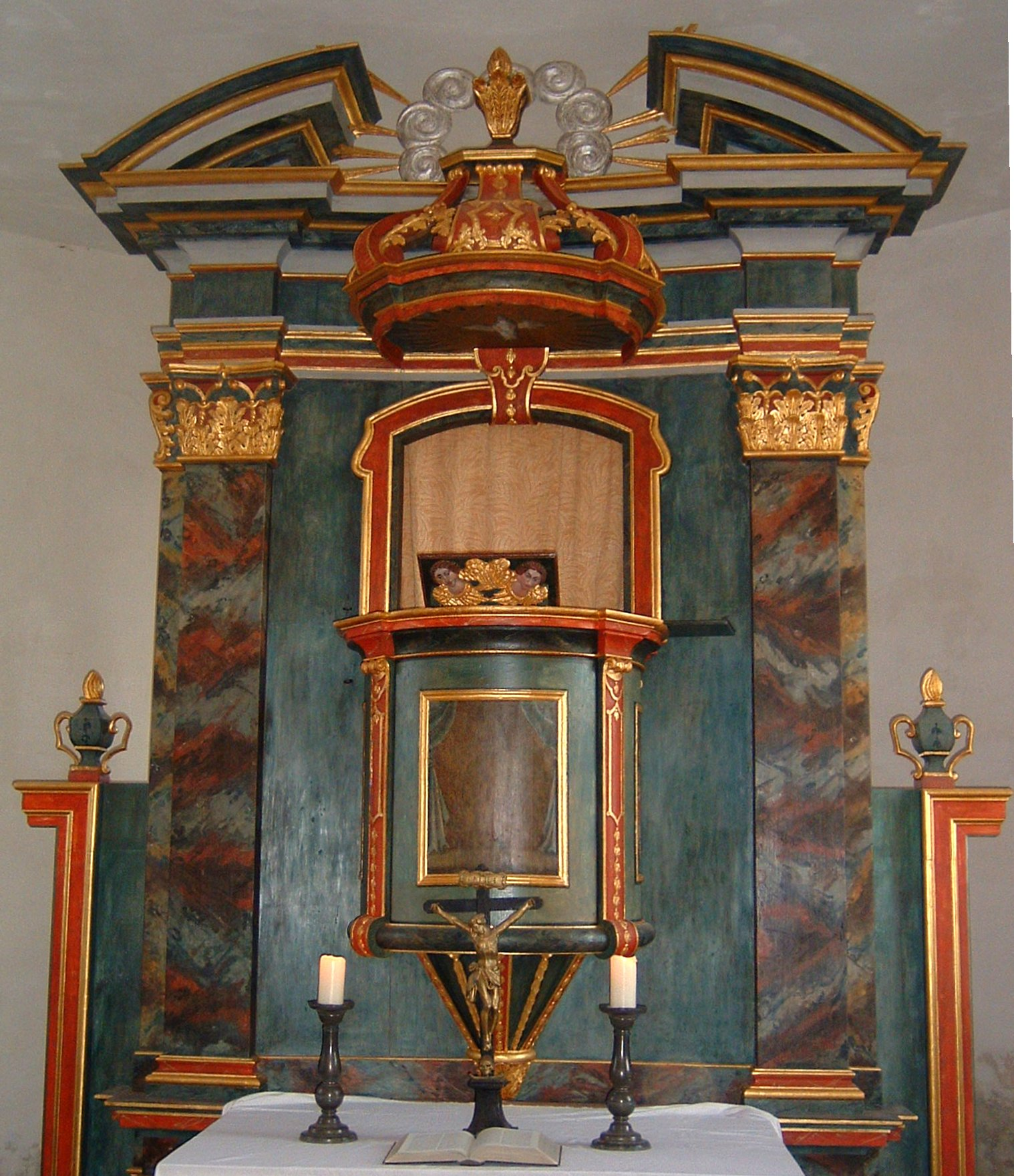
Altar in der Kirche

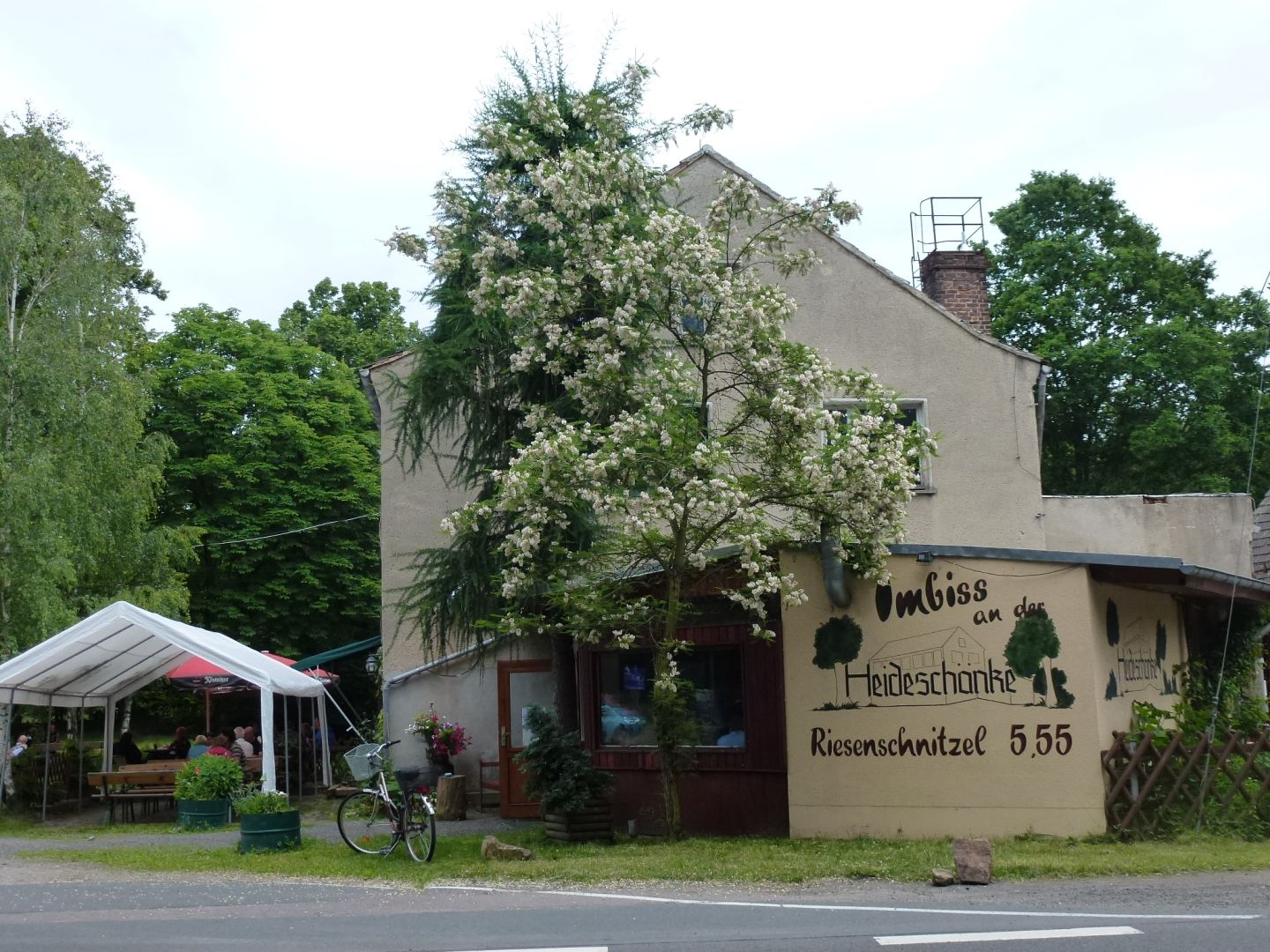
Heideschänke an der Straße S 11 zwischen Bad Düben und Eilenburg

- Kirche von 1715 und Wendenturm in Gruna
- Muldetal mit Fähre und Ausflugsgaststätten (u. a. Heideschänke und Fährhaus Gruna)
- Spätromanische Dorfkirche aus dem 13. Jahrhundert in Laußig
- Kräger-Mühle, entstand 1807 und war ursprünglich eine Bockwindmühle. 1936 wurde die Mühlentechnik in ein Wirtschaftsgebäude des angrenzenden Dreiseithofes eingebaut und auf Dieselmotorantrieb umgestellt. Die alte Bockwindmühle brach 1943 auseinander und wurde daraufhin, mit Ausnahme des noch vorhandenen Mühlenbocks, abgetragen. Zwischen 1991 und 1993 erfolgte der Umbau des Mühlengebäudes als Bürohaus. Erhalten blieb die historische Mühlentechnik, die zu bestimmten Anlässen besichtigt werden kann. Außerdem befindet sich im Haus eine Sammlung historischer Öfen und Herde.[13]
- Naturpark Dübener Heide

## Wirtschaft und Infrastruktur

### Wirtschaft
In Laußig befinden sich zwei größere Betonwerke sowie eine Firma mit dem Geschäftsfeld Maschinen- und Anlagenbau.

### Verkehr
Die Staatsstraße S 11 von Eilenburg nach Bad Düben führt durch die Gemeinde Laußig.
Laußig liegt zudem an der Bahnstrecke Pretzsch–Eilenburg (Dübener-Heide-Bahn). Der Schienenpersonennahverkehr (SPNV) wurde 1998 von der Landesverkehrsgesellschaft Sachsen im Abschnitt Bad Schmiedeberg – Eilenburg Ost abbestellt. Der Bahnhof Laußig sowie der Haltepunkt im Ortsteil Pristäblich waren somit ohne fahrplanmäßige Anbindung. Seither fand nur noch Sonderzug- und Güterverkehr zwischen Laußig und Eilenburg statt. Im Jahr 2005 wurde die Strecke von der Deutschen Regionaleisenbahn gepachtet, die Ende 2007 die Abbestellung des restlichen SPNV zwischen Lutherstadt Wittenberg und Bad Schmiedeberg durch den bedarfsorientierten Einsatz eines Triebwagens in Zusammenarbeit mit dem Land Sachsen-Anhalt verhindern konnte. In den Sommermonaten erfolgt seit 2017 wieder ein regelmäßiger durchgehender Personenzugverkehr zwischen Eilenburg und Wittenberg, der an Wochenenden und feiertags mit drei täglichen Zugpaaren in Betrieb ist.
Im Schienengüterverkehr wird der Gleisanschluss der Leonhard Moll Fertigteilewerk GmbH in Laußig werktäglich zur Abfuhr von Spannbetonschwellen bedient. Seit Anfang November 2008 findet an der neu errichteten Verladestation die Beladung von Güterzügen mit Kies durch das Kieswerk Laußig statt.

### Bildung
In Laußig befindet sich eine Grundschule. Die ehemalige Mittelschule wurde in ein Ländliches Bürgerzentrum (LBZ) umgewandelt.

### Umwelt

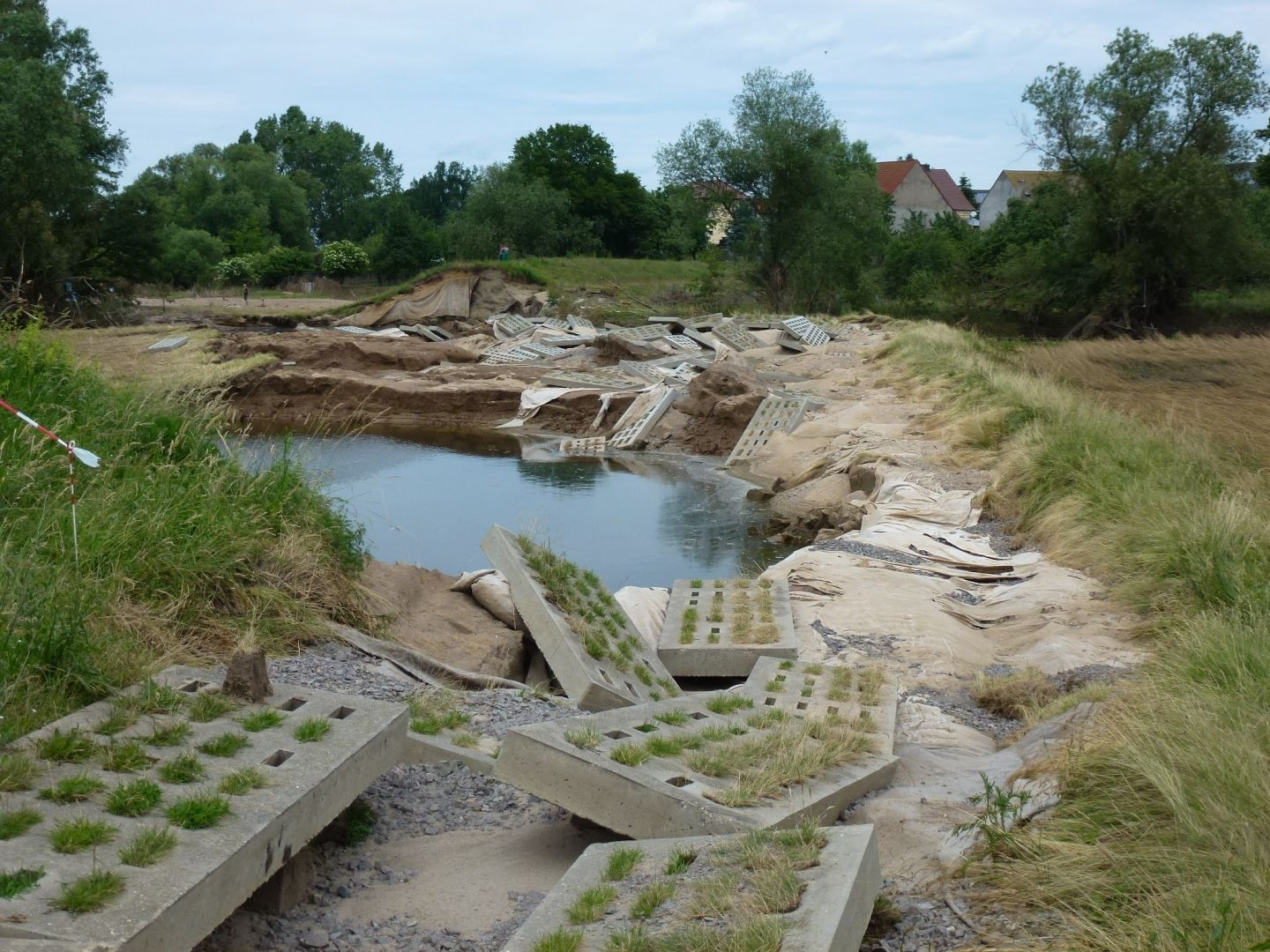
Dammbruch infolge des Muldehochwassers 2013

Die Lage der Gemeinde nahe dem Fluss bringt nicht selten Hochwasserprobleme mit sich, wie das nebenstehende Bild aus dem Jahr 2013 zeigt. Gemäß der im Jahr 2005 geänderten sächsischen Wasserwehrsatzung ist der Gemeinderat verpflichtet, sich am Hochwassernachrichten- und Alarmdienst nach der Verordnung des Sächsischen Staatsministeriums für Umwelt und Landwirtschaft zu beteiligen.